# Задача классификации
Задача классифика́ции — задача, в которой множество объектов (ситуаций) необходимо разделить некоторым образом на классы, при этом задано конечное множество объектов, для которых известно, к каким классам они относятся (выборка), но классовая принадлежность остальных объектов неизвестна. Для решения задачи требуется построить алгоритм, способный классифицировать произвольный объект из исходного множества, то есть указать, к какому классу он относится.
В математической статистике задачи классификации называются также задачами дискриминантного анализа. В машинном обучении задача классификации решается, в частности, с помощью методов искусственных нейронных сетей при постановке эксперимента в виде обучения с учителем.
Существуют также другие способы постановки эксперимента — обучение без учителя, но они используются для решения другой задачи — кластеризации или таксономии. В этих задачах разделение объектов обучающей выборки на классы не задаётся, и требуется классифицировать объекты только на основе их сходства друг с другом. В некоторых прикладных областях, и даже в самой математической статистике, из-за близости задач часто не различают задачи кластеризации от задач классификации.
Некоторые алгоритмы для решения задач классификации комбинируют обучение с учителем с обучением без учителя, например, одна из версий нейронных сетей Кохонена — сети векторного квантования, обучаемые с учителем.

## Математическая постановка задачи
Пусть {\displaystyle X} — множество описаний объектов,
{\displaystyle Y} — множество номеров (или наименований) классов.
Существует неизвестная целевая зависимость — отображение
{\displaystyle y^{*}\colon X\to Y},
значения которой известны только на объектах конечной обучающей выборки
{\displaystyle X^{m}=\{(x_{1},y_{1}),\dots ,(x_{m},y_{m})\}}.
Требуется построить алгоритм
{\displaystyle a\colon X\to Y},
способный классифицировать произвольный объект
{\displaystyle x\in X}.

### Вероятностная постановка задачи
Более общей считается вероятностная постановка задачи.
Предполагается, что множество пар «объект, класс»
{\displaystyle X\times Y}
является вероятностным пространством
с неизвестной вероятностной мерой {\displaystyle {\mathsf {P}}}.
Имеется конечная обучающая выборка наблюдений
{\displaystyle X^{m}=\{(x_{1},y_{1}),\dots ,(x_{m},y_{m})\}},
сгенерированная согласно вероятностной мере {\displaystyle {\mathsf {P}}}.
Требуется построить алгоритм
{\displaystyle a\colon X\to Y},
способный классифицировать произвольный объект
{\displaystyle x\in X}.

### Признаковое пространство
Признаком называется отображение
{\displaystyle f\colon X\to D_{f}},
где
{\displaystyle D_{f}} — множество допустимых значений признака.
Если заданы признаки
{\displaystyle f_{1},\dots ,f_{n}},
то вектор
{\displaystyle {\mathbf {x} }=(f_{1}(x),\dots ,f_{n}(x))}
называется признаковым описанием объекта
{\displaystyle x\in X}.
Признаковые описания допустимо отождествлять с самими объектами.
При этом множество
{\displaystyle X=D_{f_{1}}\times \dots \times D_{f_{n}}}
называют признаковым пространством.
В зависимости от множества {\displaystyle D_{f}} признаки делятся на следующие типы:
- бинарный признак: {\displaystyle D_{f}=\{0,1\}};
- номинальный признак: {\displaystyle D_{f}} — конечное множество;
- порядковый признак: {\displaystyle D_{f}} — конечное упорядоченное множество;
- количественный признак: {\displaystyle D_{f}} — множество действительных чисел.

Часто встречаются прикладные задачи с разнотипными признаками, для их решения подходят далеко не все методы.

## Типология задач классификации

### Типы входных данных
- Признаковое описание — наиболее распространённый случай. Каждый объект описывается набором своих характеристик, называемых признаками. Признаки могут быть числовыми или нечисловыми.
- Матрица расстояний между объектами. Каждый объект описывается расстояниями до всех остальных объектов обучающей выборки. С этим типом входных данных работают немногие методы, в частности, метод {\displaystyle k} ближайших соседей, метод парзеновского окна, метод потенциальных функций.
- Временной ряд или сигнал представляет собой последовательность измерений во времени. Каждое измерение может представляться числом, вектором, а в общем случае — признаковым описанием исследуемого объекта в данный момент времени.
- Изображение или видеоряд.
- Встречаются и более сложные случаи, когда входные данные представляются в виде графов, текстов, результатов запросов к базе данных и так далее. Как правило, они приводятся к первому или второму случаю путём предварительной обработки данных и извлечения признаков.

Классификацию сигналов и изображений называют также распознаванием образов.

### Типы классов
- Двухклассовая классификация. Наиболее простой в техническом отношении случай, который служит основой для решения более сложных задач.
- Многоклассовая классификация. Когда число классов достигает многих тысяч (например, при распознавании иероглифов или слитной речи), задача классификации становится существенно более трудной.
- Непересекающиеся классы.
- Пересекающиеся классы. Объект может относиться одновременно к нескольким классам.
- Нечёткие классы. Требуется определять степень принадлежности объекта каждому из классов, обычно это действительное число от 0 до 1.